# Alpe (Vobbia)
Alpe - o anche Alpe di Vobbia - è una frazione di 22 abitanti del comune di Vobbia, nella città metropolitana di Genova.

## Geografia fisica

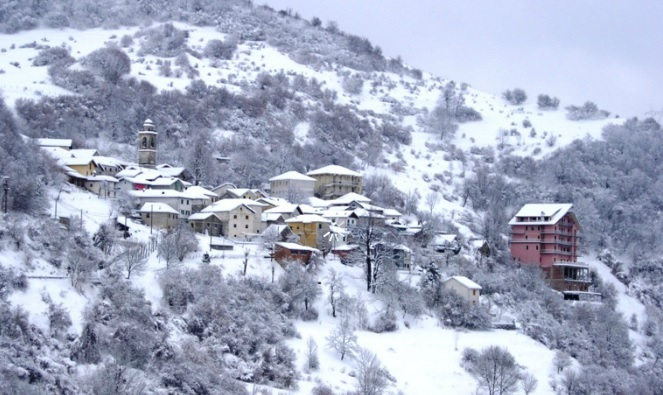
Panorama innevato della frazione

Si trova a 5 chilometri circa dal palazzo municipale di Vobbia, a circa 9 da Crocefieschi e 19 da Busalla. Risulta poco popolata d'inverno ma d'estate accoglie un discreto numero di villeggianti. Alpe è situata a 1017 metri di altezza, sul versante est della valle del torrente Fabio, affluente del torrente Vobbia, in prossimità del Parco naturale regionale dell'Antola ed è punto di partenza per il monte Buio.
Montagne notevoli nei dintorni il monte Alpisella, il monte Riundo, il Bric dei Prà. Sul versante opposto della valle incombono severe le montagne di puddinga delle Rocche del Reopasso. Grazie all'ariosa posizione, gode di spettacolari panorami, dalla Pianura Padana alla catena delle Alpi col Monviso e il Monte Rosa. Dalle alture circostanti, nelle giornate più limpide, si arriva a vedere la Città di Genova ed il mare, mentre di sera si scorge il bagliore delle luci della città di Milano.

### Clima
Il clima è classificabile come temperato montano, con inverni lunghi rigidi e nevosi ed estati brevi e fresche. Presso il paese è installato un sensore, della rete meteorologica ligure, che rileva puntualmente temperatura e precipitazioni.

### Flora
La flora è caratterizzata dalla presenza della foresta a foglia caduca. Si distinguono 2 orizzonti: quello inferiore della quercia e del rovere (Quercus robur, Quercus petraea) e quello superiore del faggio (Fagus sylvatica).
Tra le erbe spontanee presenti nei prati e nei pascoli intorno al paese spiccano il botton d'oro (Trollius europaeus), il Narciso dei poeti (Narcissus poeticus), il giglio di San Giovanni (Lilium bulbiferum) e il giglio martagone (Lilium martagon), oltre a numerose specie di orchidee.

### Fauna
La fauna locale annovera mammiferi come il cinghiale, il capriolo, il daino, oltre a lagomorfi e roditori.

## Storia
Il toponimo Alpe (di probabile origine ligure-celtica) deriva forse da "alpeggio" o significa "luogo dove finiscono i boschi ed iniziano i prati".
Il paese è molto antico; il primo documento scritto risale al 2 maggio 1253, e cita "Malius" testimone di dote. Risale invece al 17 maggio 1253 la citazione di "Rogerius de alpis".
Fu possedimento feudale dei vescovi di Tortona, proprietà della famiglia Malaspina quindi dei marchesi di Gavi 
Alpe conobbe la signoria dei Fieschi e degli Adorno, testimoniata quest'ultima dal rione detto "Borgo Adorno", posto nella parte alta del villaggio. Nei documenti conservati nell'archivio degli stessi marchesi Adorno, c'è testimonianza di frequenti liti tra i paesani.
Ha fatto parte dei Feudi imperiali fino al 1797, anno della loro soppressione, passando poi alla Repubblica Ligure durante il periodo napoleonico, quando Alpe ospitò diversi soldati francesi ed uno, ferito in battaglia, vi morì accudito dagli abitanti.
Nell'ottobre 1944 Alpe, fu colpita dai cannoni tedeschi posti a Crocefieschi per il sospetto che vi si nascondessero partigiani: un centinaio proiettili raggiunse il paese, senza causare vittime.
Nel 1911 Alpe contava 168 abitanti, calati poi a causa dello spopolamento della montagna. L'emigrazione avvenne tra la fine dell'Ottocento e i primi del Novecento verso le Americhe e successivamente, dopo la seconda guerra mondiale, prevalentemente verso i centri di fondovalle e le vicine città di Genova e Milano.

## Demografia ed economia
Attualmente nella frazione di Alpe risiedono 22 abitanti.
Le risorse economiche, oltre al suddetto sviluppo turistico, sono limitate allo sfruttamento delle risorse agrosilvopastorali.
I cognomi tipici del paese sono: Oberti, citato la prima volta nel 1575 che nel 1911 conta 28 famiglie sulle 32 censite e Ghiglione. Saltuariamente sono stati presenti anche Bertolotto e Rosso.

## Monumenti e luoghi d'interesse
Nel 1981 fu completata la costruzione del grande albergo che fa di Alpe il paese maggiormente sviluppato in senso turistico del comune di Vobbia.
Tipiche le antiche case di pietra, con interessanti caratteristiche costruttive (archi, finestre piccole a difesa dal freddo, cisterne, camini, stalle al piano seminterrato), sviluppate spesso a schiera che formano un tessuto compatto.
Interessante il mulino (non più funzionante, ma in buono stato di conservazione), risalente al 1883, posto a valle dell'abitato (quota circa 700 metri), caratterizzato dall'essere alimentato da una vasca seminterrata di circa 5 m x 2 m posta a monte del fabbricato; con 2 serie di macine, una per il frumento e una per gli altri cereali e le castagne. Sono presenti i resti delle fornaci per la produzione di calce in località Ciapaia.
Maggiore monumento la chiesa di Nostra Signora della Neve e San Gaetano, consacrata nel 1854, con una pregevole statua marmorea ritraente la Vergine Maria. Attualmente necessita lavori di consolidamento e restauro. Festa patronale il 5 agosto, per ragioni organizzative, spostata alla prima domenica del mese.
Altro edificio religioso è la cappella di San Rocchino distante poco meno di un chilometro dall'abitato e meta di una processione annuale, nel mese di settembre.

## Cultura
Alpe fa parte del territorio culturalmente omogeneo delle Quattro Province (Alessandria, Genova, Pavia, Piacenza), caratterizzato da usi e costumi comuni e da un importante repertorio di musiche e balli molto antichi. Strumento principe di questa zona è il piffero che, accompagnato dalla fisarmonica e un tempo dalla müsa (cornamusa delle quattro province), guida le danze e anima le feste.